# The 7″ Singles Box
The 7″ Singles Box ist die erste Singlebox von Paul McCartney. Die limitierte Box enthält neunundsiebzig 7″-Singles von Paul McCartney, Paul &Linda McCartney, den Wings und The Fireman sowie eine EP mit klassischer Musik. Die Box wurde am 2. Dezember 2022 veröffentlicht.

## Entstehung

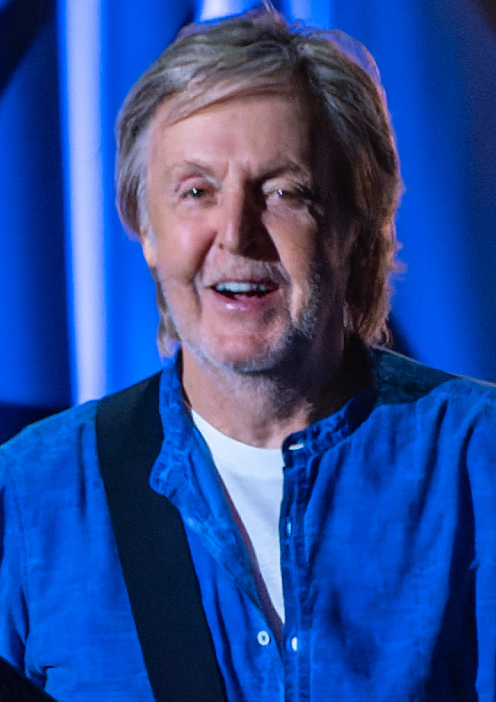
Paul McCartney, 2022

Eine Einführung für das Box-Set wurde vom langjährigen Rolling-Stone-Redakteur Rob Sheffield geschrieben, einer der Sätze lautet: „The 7″ Singles Box erzählt McCartneys Lebensgeschichte in 80 Vinyl-Singles, direkt nach seinem 80. Geburtstag.“
Die erste Single der Box, Another Day – veröffentlicht im Februar 1971 –, war auch die erste Singleveröffentlichung McCartneys nach der Trennung von den Beatles. Die letzte Single der Box, ist die zum 80. Geburtstag von Paul McCartney, am 18. Juni 2022, erschienene 12″-Vinyl-Single Woman and Wives / Woman and Wives (St. Vincent Remix), in der Box als 7″-Vinyl-Single.
Im Wesentlichen wurden bei der Auswahl der Singles die britischen und die US-amerikanischen Veröffentlichungen berücksichtigt. Allerdings wurden auch die Singles Mrs. Vandebilt (1974) und The Long and Winding Road (Live) (1990) hinzugenommen, die weder in den USA noch in Großbritannien erschienen sind. Nicht enthalten hingegen ist die kontinentaleuropäische Single Eat at Home (1971).
Folgende US-amerikanische oder britische Singles sind nicht in der Box enthalten: Biker Like an Icon (1993), Off the Ground (1993) und Freedom (2001). Download Singles, die für die Box unberücksichtigt blieben: Dance ’Til We’re High (The Fireman, 2009), Only Our Hearts (2012), Get Enough (2019) und Nothing for Free (Remix) (2019). Das Duett mit Michael Jackson The Girl Is Mine sowie die Kooperationen mit Kanye West Only One, FourFiveSeconds und All Day ebenfalls Hits in Großbritannien und den USA wurden bei anderen Tonträgergesellschaften veröffentlicht, sodass diese Singles aus rechtlichen Gründen in der Box nicht enthalten sind.
Das Box-Set ist auf 3000 Stück limitiert und enthält 163 Songs, bei der Download-Version wurde auf doppelte Lieder verzichtet, sodass diese 159 Lieder enthält. Die Gesamtspielzeit beträgt über zehn Stunden, sodass The 7″ Singles Box die umfangreichste Kompilation von Paul McCartney ist. Alle Lieder wurden in den Londoner Abbey Road Studios von Alex Wharton für die Singles gemastert, 58 Lieder wurden für die Box neu remastert. 15 Singles, die bisher nur als 12″-CD oder digital vorlagen, erscheinen zum ersten Mal im 7″-Format. Eine der 15 bisher unveröffentlichten Singles ist die 1971 geplante, aber nicht veröffentlichte Single Love is Strange vom Wings-Album Wild Life. Außerdem sind zwei bisher unveröffentlichte Demos Dance Tonight [Demo] und (I Want To) Come Home [Demo] und ein neuer 7″-Single-Edit (Secret Friend) enthalten. Keine offiziellen Singles waren Party Party (Beilage der Sonderedition Flowers in the Dirt – World Tour Pack) und In the Blink of an Eye (vom Soundtrackalbum Ethel & Ernest), die ebenfalls in der Box enthalten sind.
Der Box ist ein 148-seitiges Buch mit einem Vorwort von McCartney, Essays des Musikjournalisten Rob Sheffield und Recording Notes zu den Singles beigelegt. Das Box-Set wird in einer Holzkiste, die im britischen Derbyshire gefertigt wurde, ausgeliefert.
McCartney schrieb zur Box: „Ich hoffe, dass die Songs in diesem Box-Set auch bei euch schöne Erinnerungen wecken. Das tun sie für mich, und es wird noch mehr kommen …“

## Titelliste
| Veröffentlichung: 1971, Cover: Schweden 1A: Another Day 1B: Oh Woman, Oh Why Veröffentlichung: 1971, US Mono-Promotion Single 2A: Uncle Albert/Admiral Halsey [Mono] 2B: Too Many People [Mono] Veröffentlichung: 1971, Cover: UK 3A: The Back Seat of My Car 3B: Heart of the Country Erstmalige 7″-Vinyl-Veröffentlichung 4A: Love Is Strange [Single Edit] 4B: I Am Your Singer Veröffentlichung: 1972, Cover: UK 5A: Give Ireland Back to the Irish 5B: Give Ireland Back to the Irish [Version] Veröffentlichung: 1972, Cover: UK 6A: Mary Had a Little Lamb 6B: Little Woman Love Veröffentlichung: 1972, Cover: Belgien 7A: Hi, Hi, Hi 7AA: C Moon Veröffentlichung: 1973, Cover: Israel 8A: My Love 8B: The Mess [Live at The Hague] Veröffentlichung: 1973, Cover: Schweden 9A: Live and Let Die 9B: I Lie Around Veröffentlichung: 1973, Cover: Spanien 10A: Helen Wheels 10B: Country Dreamer Veröffentlichung: 1974, Cover: Deutschland 11A: Jet 11B: Let Me Roll It Veröffentlichung: 1974, Cover: Deutschland 12A: Band on the Run 12B: Nineteen Hundred and Eighty Five Veröffentlichung: 1974, Cover: Niederlande 13A: Mrs. Vandebilt 13B: Bluebird Veröffentlichung: 1974, Cover: Belgien 14A: Junior’s Farm 14B: Sally G Veröffentlichung: 1975, Cover: Australien 15A: Listen to What the Man Said 15B: Love in Song Veröffentlichung: 1975, Cover: Deutschland 16A: Letting Go 16B: You Gave Me the Answer Veröffentlichung: 1975, Cover: Belgien 17A: Venus and Mars / Rock Show 17B: Magneto and Titanium Man Veröffentlichung: 1976, Cover: Frankreich 18A: Silly Love Songs 18B: Cook of the House Veröffentlichung: 1976, Cover: Deutschland 19A: Let ’Em In 19B: Beware My Love Veröffentlichung: 1977, Cover: Japan 20A: Maybe I’m Amazed [Live] 20B: Soily [Live] Veröffentlichung: 1977, Cover: UK 21A: Mull of Kintyre 21AA: Girls’ School Veröffentlichung: 1978, Cover: Deutschland 22A: With a Little Luck [DJ Edit] 22B: Backwards Traveller / Cuff Link Veröffentlichung: 1978, Cover: UK 23A: I’ve Had Enough 23B: Deliver Your Children Veröffentlichung: 1978, Cover: Niederlande 24A: London Town 24B: I’m Carrying Veröffentlichung: 1979, Cover: Frankreich 25A: Goodnight Tonight 25B: Daytime Nightime Suffering Veröffentlichung: 1979, Cover: UK 26A: Old Siam, Sir 26B: Spin It On Veröffentlichung: 1979, Cover: UK 27A: Getting Closer 27AA: Baby’s Request Veröffentlichung: 1979, Cover: Japan 28A: Arrow Through Me 28B: Old Siam, Sir Veröffentlichung: 1979, Cover: UK 29A: Wonderful Christmastime 29B: Rudolph the Red Nosed Reggae Veröffentlichung: 1980, Cover: UK 30A: Coming Up 30B: Coming Up [Live at Glasgow] 30BB: Lunch Box/Odd Sox Veröffentlichung: 1980, Cover: UK 31A: Waterfalls 31B: Check My Machine Erstmalige 7″-Vinyl-Veröffentlichung 32A: Temporary Secretary 32B: Secret Friend [7″ Single Edit] Veröffentlichung: 1982, Cover: UK 33A: Ebony and Ivory 33B: Rainclouds Veröffentlichung: 1982, Cover: UK 34A: Take It Away 34B: I’ll Give You a Ring Veröffentlichung: 1982, Cover: UK 35A: Tug of War 35B: Get It Veröffentlichung: 1983, Cover: UK 36A: Say Say Say 36B: Ode to a Koala Bear Veröffentlichung: 1983, Cover: UK 37A: Pipes of Peace 37B: So Bad Veröffentlichung: 1984, Cover: UK 38A: No More Lonely Nights [Ballad] 38B: No More Lonely Nights [Playout Version] Veröffentlichung: 1984, Cover: UK 39A: We All Stand Together 39B: We All Stand Together [Humming Version] Veröffentlichung: 1985, Cover: USA 40A: Spies Like Us 40B: My Carnival | Veröffentlichung: 1986, Cover: USA 41A: Press [Video Edit] 41B: It’s Not True Veröffentlichung: 1986, Cover: USA 12″ Promotion Vinyl-Single 42A: Pretty Little Head [Remix] 42B: Write Away Veröffentlichung: 1986, Cover: USA 43A: Stranglehold 43B: Angry [Remix] Veröffentlichung: 1986, Cover: UK 44A: Only Love Remains [Remix] 44B: Tough on a Tightrope Veröffentlichung: 1987, Cover: UK 45A: Once Upon a Long Ago 45B: Back on My Feet Veröffentlichung: 1989, Cover: USA 46A: My Brave Face 46B: Flying to My Home Veröffentlichung: 1989, Cover: UK 47A: This One 47B: The First Stone Veröffentlichung: 1989, Cover: Australien 48A: Figure of Eight [7″ Bob Clearmountain Mix] 48B: Où est le soleil? Veröffentlichung: 1989, Cover: UK 49A: Party Party 49B: Artwork etching Veröffentlichung: 1990, Cover: UK 50A: Put It There 50B: Mama’s Little Girl Veröffentlichung: 1990, Cover: Europa 51A: The Long and Winding Road [Live] 51B: C Moon [Live] Veröffentlichung: 1990, Cover: UK 52A: Birthday [Live] 52B: Good Day Sunshine [Live] Veröffentlichung: 1990, Cover: UK 53A: All My Trials [Live] 53B: C Moon [Live] Erstmalige 7″ Vinyl-Veröffentlichung als EP 54A: The World You’re Coming Into 54AA: Tres Conejos 54B: Save the Child 54BB: The Drinking Song (Let’s Find Ourselves a Little Hostelry) Veröffentlichung: 1992, Cover: Europa 55A: Hope of Deliverance 55B: Long Leather Coat Veröffentlichung: 1993, Cover: Deutschland 56A: C’Mon People 56B: I Can’t Imagine Veröffentlichung: 1997, Cover: von der UK 7″ Picture Disc 57A: Young Boy 57B: Looking for You Veröffentlichung: 1997, Cover: von der UK 7″ Picture Disc 58A: The World Tonight 58B: Used to Be Bad Veröffentlichung: 1997, Cover: von der UK 7″ Picture Disc 59A: Beautiful Night 59B: Love Come Tumbling Down Veröffentlichung: 1999, Cover: UK 60A: No Other Baby 60B: Brown Eyed Handsome Man 60BB: Fabulous Veröffentlichung: 2001, Cover: Europa 61A: From a Lover to a Friend 61B: Riding into Jaipur Veröffentlichung: 2004, Cover: Europa 62A: Tropic Island Hum 62B: We All Stand Together Veröffentlichung: 2005, Cover: Europa 63A: Fine Line 63B: Growing Up Falling Down Veröffentlichung: 2005, Cover: Europa 64A: Jenny Wren 64B: Summer of ’59 Erstmalige 7″-Vinyl-Veröffentlichung 65A: Dance Tonight 65B: Dance Tonight [Demo] Erstmalige 7″-Vinyl-Veröffentlichung 66A: Nod Your Head 66B: 222 Veröffentlichung: 2007, Cover: Europa 67A: Ever Present Past 67B: House of Wax [Live] Erstmalige 7″-Vinyl-Veröffentlichung 68A: Sing the Changes 68B: Nothing Too Much Just Out of Sight [Radio Edit] Erstmalige 7″-Vinyl-Veröffentlichung 69A: (I Want To) Come Home 69B: (I Want To) Come Home [Demo] Erstmalige 7″-Vinyl-Veröffentlichung 70A: My Valentine 70B: Get Yourself Another Fool Veröffentlichung: 2012, Cover: USA 71A: The Christmas Song (Chestnuts Roasting on an Open Fire) 71B: Wonderful Christmastime Erstmalige 7″-Vinyl-Veröffentlichung 72A: New 72B: Early Days Erstmalige 7″-Vinyl-Veröffentlichung 73A: Queenie Eye 73B: Save Us Erstmalige 7″-Vinyl-Veröffentlichung 74A: Hope for the Future 74B: Hope for the Future [Thrash Mix] Erstmalige 7″-Vinyl-Veröffentlichung 75A: In the Blink of an Eye 75B: Walking in the Park with Eloise Veröffentlichung: 2018, Cover: Weltweit 76A: I Don’t Know 76AA: Come On to Me Erstmalige 7″-Vinyl-Veröffentlichung 77A: Who Cares 77B: Fuh You Veröffentlichung: 2019, Cover: Weltweit 78A: Home Tonight 78AA: In a Hurry Erstmalige 7″-Vinyl-Veröffentlichung 79A: Find My Way 79AA: Winter Bird / When Winter Comes Erstmalige 7″-Vinyl-Veröffentlichung 80A: Women and Wives 80B: Women and Wives [St. Vincent Remix] |

## Chartplatzierungen
| ChartsChartplatzierungen       | Höchstplatzierung | Wochen |
| ------------------------------ | ----------------- | ------ |
| Vereinigte Staaten (Billboard) | 126 (2 Wo.)       | 2      |